# 삔울륀

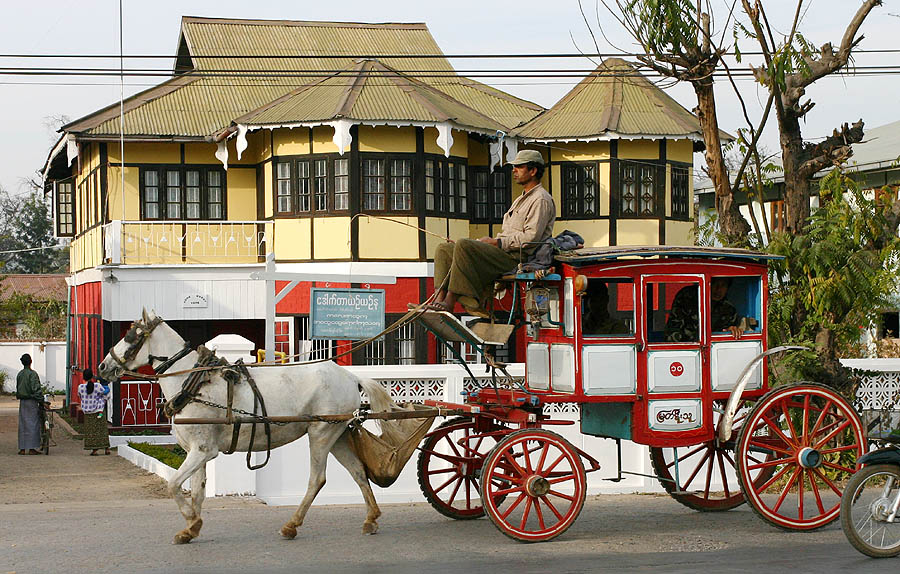
삔울륀

삔울륀(버마어: ပြင်ဦးလွင် 삔울륀)은 미얀마 만달레이구에 있는 도시이다. 1887년 영국의 식민지 시절에 임시 부임한 영국 벵갈군 사령관의 성과 도시라는 뜻의 미얀마어 묘(버마어: မြို့ 묘)가 합쳐져 메묘(버마어: မေမြို့ 메 묘)라고 부르기도 하였다. 삔우륀은 만달레이에서 67km 정도 떨어진 마을로, 영국 식민지 시절 영국인들의 휴양지 별장으로 조성된 곳이다. 삔우륀은 네팔인이 5,000명, 인도인이 10,000명 정도 거주하고 있는데, 이는 영국 식민지 시절 이들이 이곳에서 행정적인 업무를 담당했기 때문이다. 지금도 영국 식민지 시절 당시의 건축물과 내셔널깐도지가든, 마차 등 흔적이 남아 있다. 미얀마군의 사관학교가 있는 도시이기도 하다.